# توصيف حمل كهربائي

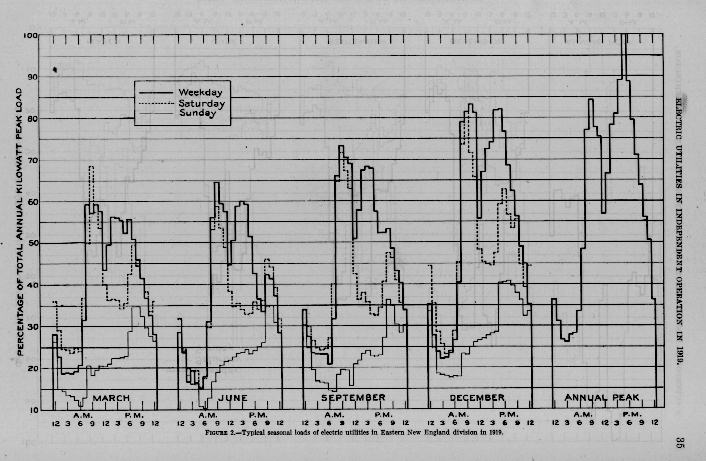
توصيف حمل كهربائي في مقاطعة نيو إنجلاند الأمريكية عام 1919. National Museum of American History from Powering a Generation of Change
----

في الهندسة الكهربائية، شكل الحمل هو رسم بياني لمدي التباين في الحمل الكهربي مقابل فترة زمانية محددة. وشكل الحمل يختلف مع اختلاف نوع المستهلك (سكني، صناعي، تجاري)، ودرجة الحرارة، والعطلات.
تستخدم شركات التوليد هذه المعلومات لتحديد كمية الطاقة المطلوبة في أي وقت.

## توليد الطاقة
في نظام الطاقة، منحني الطاقة أو شكل الحمل هو رسم بياني لمدي التباين في الحمل الكهربي مقابل فترة زمنية محددة. تستخدم شركات التوليد هذه المعلومات لتحديد كمية الطاقة المطلوبة في أي وقت.
منحنى مدة الحمل هو مثل منحنى الحمل. المعلومات هي نفسها ولكن قدمت بشكل مختلف، هذة المنحنيات مفيدة في اختيار وحدات المولدات المستخدمة في توليد الكهرباء.

## توزيع الكهرباء
في شبكة توزيع الكهرباء، استخدام منحني شكل الحمل الكهربي هو أمر هام للكفاءة واعتمادية نقل الطاقة الكهربية. المحول الكهربي أو البطارية المتصله بالشبكة وهي جوانب هامة في نقل الطاقة تعتمد على شكل الحمل.
وعادة المحول يحتوي على تصنيف دوري يسمح للتباين، هذا التصنيف يسمح للمحول بأن يعمل بأقصى جهد في أوقات الذروة، وبأقل جهد في أوقات اللاحمل.

## أسواق الطاقة
بالنسبة لمعظم العملاء يتم قياس إستهلاك الكهرباء على أساس شهري، استنادا إلي جداول قراءة العداد. ويستخدم منحني شكل الحمل لتحويل الإستهلاك الشهري إلي استهلاك على مدار الساعة، وبذلك يتم حساب المستهلك.

## حساب وتسجيل شكل الحمل
يمكن تحديد شكل الحمل عن طريق القياس المباشر، ولكن على أجهزة صغيرة مثل محولات شبكة التوزيع.